# Luka (bài hát)
"Luka" là một bài hát được viết và thu âm bởi Suzanne Vega, phát hành dưới dạng đĩa đơn vào năm 1987. Nó là bài hát của cô được xếp hạng cao nhất ở Mỹ, được vị trí số 3 trên bảng xếp hạng Billboard Hot 100. Nhờ bài "Luka", Vega được đề cử cho Giải Grammy năm 1988, bao gồm Thu âm của năm, Bài hát của năm và Nữ ca sĩ trình diễn pop xuất sắc nhất.

## Nội dung
Bài hát liên quan đến vấn đề ngược đãi trẻ em. Trên một chương trình truyền hình đặc biệt của Thụy Điển năm 1987, Vega tiết lộ cảm hứng của mình về việc viết nó:
| “ | Cách đây vài năm, tôi từng nhìn thấy nhóm trẻ em đang chơi trước tòa nhà của tôi, và có một trong số họ, tên là Luka, người có vẻ hơi khác biệt với những đứa trẻ khác. Tôi luôn ghi nhớ tên, và tôi luôn nhớ khuôn mặt của em ấy, và tôi không biết nhiều về em ấy, nhưng em ấy dường như tách ra khỏi những đứa trẻ khác mà tôi thấy đang chơi. Và cá tính của em ấy là những gì tôi dựa vào để viết bài hát Luka. Trong bài hát, cậu bé Luka là một đứa trẻ bị ngược đãi - trong cuộc sống thực tôi không nghĩ là như vậy. Tôi nghĩ em ấy chỉ khác biệt. | ” |

## Vị trí trên các bảng xếp hạng
| Chart (1987)                              | Peak position |
| ----------------------------------------- | ------------- |
| Úc (Kent Music Report)                    | 21            |
| Áo (Ö3 Austria Top 40)                    | 9             |
| Bỉ (Ultratop 50 Flanders)                 | 33            |
| Canada Top Singles (RPM)                  | 5             |
| Pháp (SNEP)                               | 24            |
| Ireland (IRMA)                            | 11            |
| Ý (FIMI)                                  | 34            |
| Hà Lan (Dutch Top 40)                     | 26            |
| New Zealand (Recorded Music NZ)           | 8             |
| Thụy Điển (Sverigetopplistan)             | 2             |
| UK Singles (The Official Charts Company)  | 23            |
| U.S. Billboard Hot 100                    | 3             |
| U.S. Billboard Adult Contemporary         | 3             |
| U.S. Billboard Hot Mainstream Rock Tracks | 15            |
| U.S. Billboard Hot Latin Songs            | 48            |

| Chart (2016)                    | Peak position |
| ------------------------------- | ------------- |
| Ba Lan (Polish Airplay Top 100) | 97            |